# Myrcia paivae
Myrcia paivae är en myrtenväxtart som beskrevs av Otto Karl Berg. Myrcia paivae ingår i släktet Myrcia och familjen myrtenväxter. Inga underarter finns listade i Catalogue of Life.